# ノエル・ケンプ・メルカード国立公園
ノエル・ケンプ・メルカード国立公園は、ボリビアのサンタ・クルス県にある国立公園。2000年にユネスコの世界遺産（自然遺産）に登録された。

## 歴史
この国立公園は1979年6月28日に設定された。当初はウアンチャーカ国立公園（Parque Nacional Huanchaca）だったが、後にこの公園での調査・研究に尽力した学者ノエル・ケンプ・メルカードを記念して、現在の名称に成った。

## 地理

### 位置
この国立公園は、ボリビアのサンタ・クルス県北東部の国境付近にあり、ブラジルのロンドニア州とマットグロッソ州に接している。サンタ・クルス県の県都サンタ・クルス・デ・ラ・シエラからは600kmのところにある。
面積は15234.46km2 で、海抜は100mから750mである。気候は暑く湿潤な熱帯性の気候で、年間降水量は1700mmから2500mmである。

### 川と湖
公園内で最も重要な流域は、パウセルナ川とベルデ川が合流するイテネス川（グアポレ川とも）の流域である。パウセルナ川とベルデ川はカパルチ盆地から発し、ファウセット、フェデリコ・アルフェルド、アルコ・イリスなどの各滝を形成している。これらの滝は壮観なもので、特にアルコ・イリスの高さは80mある。
イテネス川は公園の東部で南南東から北北西方面に流れ、ブラジルとの長い国境地帯を形成している。一方、西部にはパラグア川があり、ベニ県との境界になっている。
公園には大小様々な湖もある。特に大きいのはチャラプリン湖（面積125km2）、ベジャ・ビスタ湖（面積196km2）である。

## 地質
カパル盆地（meseta de Caparú）は長さ約150 km、幅約50kmで、先カンブリア時代に遡る砂岩や珪岩で形成されている。山頂と渓谷とが波打つようになっているのが特徴的な盆地で、2000万年前の浸蝕期に形成されたと考えられている。

### 公園地域の特色

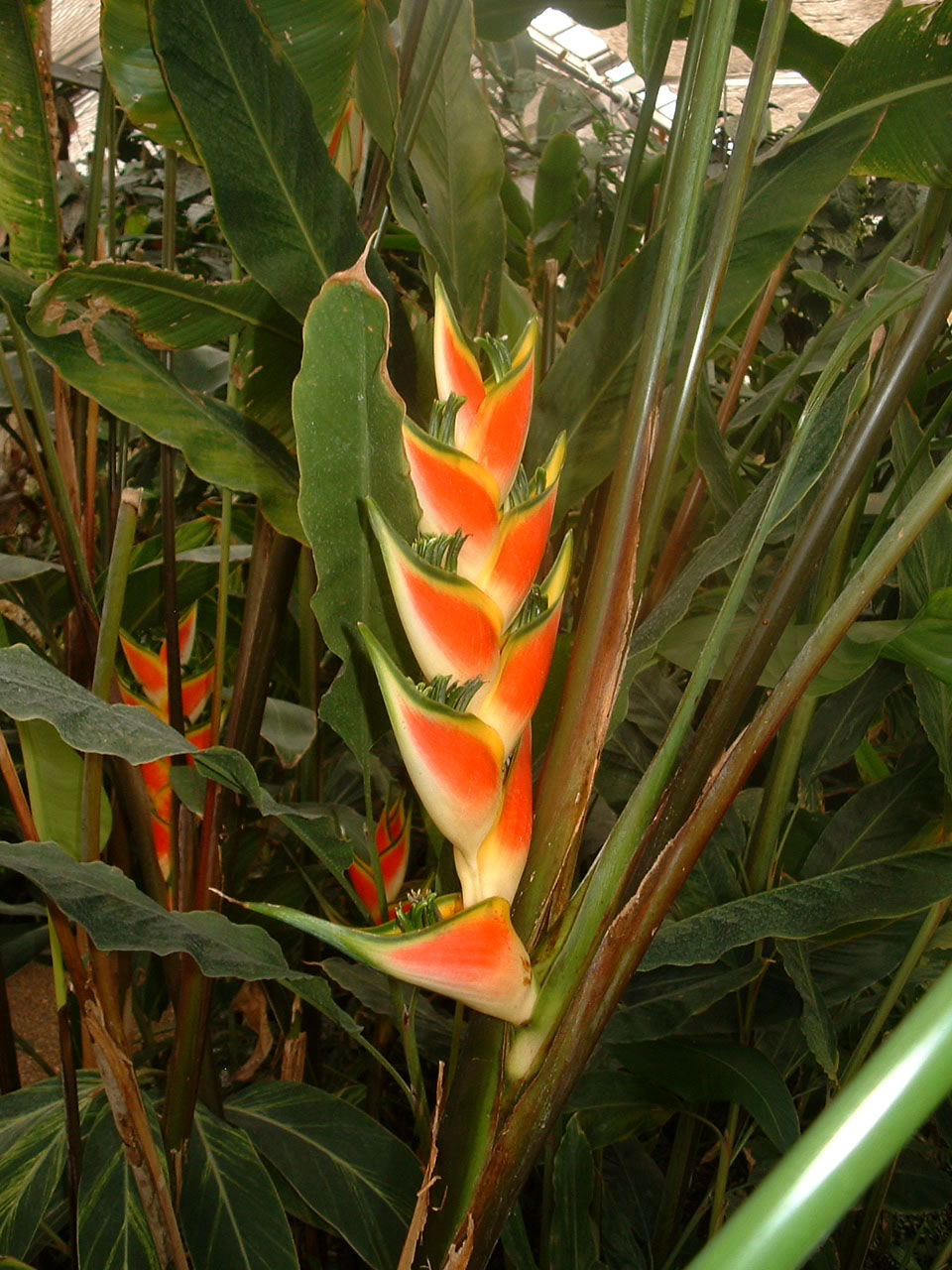
オウムバナ科の一種

この公園は、北からは常緑樹林のアマゾン熱帯雨林、南からは亜熱帯の灌木林（グランチャコ）の、東からはブラジルにもかかるカンポ・セハードの、西からは「チキターノ森林」と呼ばれる森林の、それぞれの影響が集まる地域である。
そして、ボリビア国内でも、非常に多様でユニークな動植物のコミュニティが出来上がっている。生態系の中では、亜湿潤林の生態系、拠水林の生態系、ブラジルにも繋がっているサバナの生態系が特筆される。それらはどれも良好に環境が保全されてきた。
一帯は伝統的にゴムの採取に使われてきた。

## 植生の地域
公園の植物は、極めて多彩な自生地を示しており、以下の5つのグループに大別できる。
1. 高地の湿潤な森林
2. 川沿いの浸水した森林（河畔林）
3. 乾いた森林
4. 高地のサバナ
5. サバナの沼地や湿潤な地域

## 植物相
公園の植物相は非常に多様でかつ豊富である。維管束植物だけで4000種は下らないと見積もられている。
実際、公園にはラン科、パイナップル科、オウムバナ科、サトイモ科、ヤシなどの多くの種が成育している。特に目立つのは経済的に重要な種で、具体的にはオオバマホガニー（Swietenia macrophylla）、マメ科のアンブラナ・ケアレンシス（Amburana cearensis）、セドロ（Cedrela odorata）、ゴムノキ、ヤシなどである。

## 動物相

### 哺乳類
公園内では、2006年に139種の哺乳類が確認されている。ジャガー、ピューマ、アメリカバク、ペッカリー、クモザル、マザマジカのほか、ヤブイヌ、タテガミオオカミ、パンパスジカ、アメリカヌマジカ、アマゾンカワイルカ、オオカワウソなどのような希少種もいる。
国立公園では、特に絶滅危惧種の33種の哺乳類を保護している。

### 鳥類

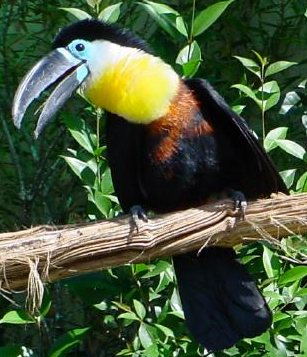
ヒムネオオハシ

公園内では617種の鳥類が確認されており、これは南アメリカ大陸の鳥類全体の20%にあたる種の多様さである。しかも、ここに渡り鳥などの一時的に飛来する鳥を含めれば、種の数はさらに増えると見られている。
そこには、ルリコンゴウインコ、オオハシ科、アメリカチョウゲンボウ、ズグロハゲコウ、アカハシリュウキュウガモ、アオサギなどが含まれている。また、クロアカヒメウソのような固有種や、オウギワシ、レアのような希少種なども棲息している。
絶滅危惧種は29種が確認されている。

### 爬虫類
公園内では74種の爬虫類が確認されている。そこには、クロカイマン、リクガメ、キイロアナコンダ、オオヨコクビガメ、ブッシュマスター、ミナミガラガラヘビ、イグアナなどが含まれている。
最近の研究でボリビアでの新種となる7種が確認され、うち3種は固有種のため、世界的に見ても新種であることが明らかになった。

### 両生類
公園内には、カエルなどの両生類62種が生息している。

### 魚類
公園内の魚類については、脊椎動物の中では最も研究が手薄である。しかし、この地域の人口を養ってきた極めて重要な資源でもある。
近年のある探査では、250種の魚類が記録された。

### 無脊椎動物
無脊椎動物は公園内で最も豊富な動物ではあるが、ほとんど知られていないために最も研究が進んでいない分野でもある。現在のところ、347種の昆虫がリストアップされている。

## 世界遺産

### 登録基準
この世界遺産は世界遺産登録基準のうち、以下の条件を満たし、登録された（以下の基準は世界遺産センター公表の登録基準からの翻訳、引用である）。
- (9) 陸上、淡水、沿岸および海洋生態系と動植物群集の進化と発達において進行しつつある重要な生態学的、生物学的プロセスを示す顕著な見本であるもの。
- (10) 生物多様性の本来的保全にとって、もっとも重要かつ意義深い自然生息地を含んでいるもの。これには科学上または保全上の観点から、すぐれて普遍的価値を持つ絶滅の恐れのある種の生息地などが含まれる。